# Dmitrij Skałozubow
Dmitrij Petrowicz Skałozubow (ros. Дмитрий Петрович Скалозубов, ur. 1839, zm. 1892) – rosyjski lekarz, neurolog.
Studiował na wydziale medycznym Uniwersytetu Moskiewskiego. Tytuł lekarza otrzymał w 1868, następnie pracował z prof. Kożewnikowem w Moskwie. W 1876 przedstawił dysertację na stopień doktora medycyny, dotyczącą porażenia wskutek zatrucia arszenikiem. Od 1876 do 1884 wykładał na Uniwersytecie Moskiewskim elektroterapię. Od stycznia 1884 wykładał na Uniwersytecie w Kazaniu. W 1888 został profesorem zwyczajnym. Z powodu złego stanu zdrowia opuścił katedrę w 1892.